# Elvira Madigan
För andra betydelser, se Elvira Madigan (olika betydelser).
Elvira Madigan, artistnamn för Hedevig Antoinette Isabella Eleonore Jensen, född 4 december 1867 i Flensburg, Schleswig-Holstein i dåvarande Preussen (numera i Tyskland), död 19 juli 1889 i Nørreskov på ön Tåsinge, Danmark, var en dansk cirkusartist (lindansös, konstryttarinna, jonglör och dansös).
Elvira Madigan är i dag känd för sin relation med den adliga svenske dragonlöjtnanten Sixten Sparre, som hon rymde tillsammans med. Deras gemensamma död strax därefter väckte stort uppseende och blev tidigt romantiserad. Händelsen besjöngs bland andra av författaren Johan Lindström Saxon i en visa med början "Sorgeliga saker hända", som vann stor popularitet.

## Biografi

### Uppväxten

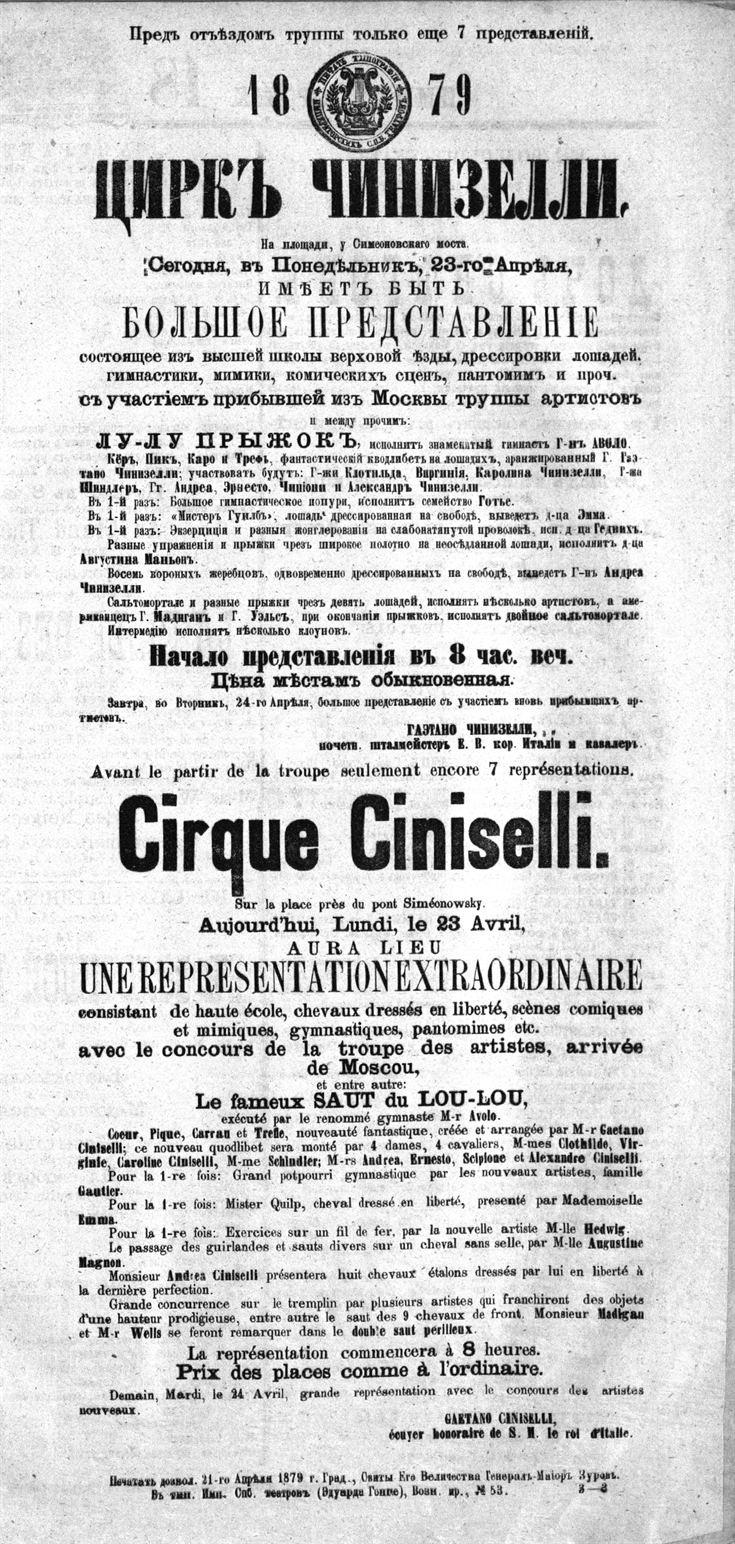
Affisch från Elvira Madigans ("M-lle Hedwig") debut ("1-re fois") som lindansös i Sankt Petersburg den 23 april 1879 (g.s.).

Elvira Madigan påstås ofta vara danska, men stor osäkerhet råder om vilket som ska anses vara hennes hemland och om hennes medborgarskap. Hennes mor var en cirkusartist av norsk börd, Eleonora Cecilie Christine Marie Olsen. Hon blev senare känd som Laura Madigan (1849–1918), men under Elviras barndom använde hon oftast artistnamnet Fröken Ulbinska. Fadern var cirkusartisten Frederik Peter Jensen, född 1845 i Köpenhamn. Hans senare öden är okända. Vid tiden för Elvira Madigans födelse uppträdde föräldrarna, som inte var gifta med varandra, på den franska cirkusdirektören Didier Gautiers "Cirque du Nord" i Tyskland och Danmark. Åren 1869–1872 var modern på cirkus Renz i Tyskland och Österrike, där hon 1871 i Berlin födde Elviras halvbror Richard Heinrich Olsen, sedermera med artistnamnet Oscar Madigan. Fadern till detta barn är okänd. År 1875 arbetade modern vid cirkus Myers i Österrike, där hon lärde känna den amerikanske cirkusartisten John Madigan, som hon härefter levde tillsammans med. Året därpå gjorde Elvira Madigan, då fortfarande Hedvig Jensen, debut i cirkusmanegen, då hon red ett pas-de-deux med John Madigan under ett uppträdande med cirkus Loisset på Tivoli i Köpenhamn. Efter Loissets död i Norrköping året därpå upplöstes hans cirkus, och familjen Madigan flyttade till cirkus Ciniselli i Ryssland. Där utbildade sig Elvira Madigan till lindansös.

### Artistkarriären
Sommaren 1879 försökte sig familjen Madigan på att driva ett eget litet cirkusföretag i Finland och samtidigt började Elvira Madigan använda sitt artistnamn i stället för sitt borgerliga namn Hedevig Jensen. Följande år, då familjen uppträdde på cirkus Krembser i Wien, blev Gisela Brož fosterbarn i familjen, hon var två år äldre än Elvira. Gisela tränades upp till lindansös på spänd lina, och tillsammans med Elvira på slak lina övade de in ett unikt nummer, där de uppträdde samtidigt på varsin lina, spända ovanför varandra. Elvira brukade dessutom jonglera samtidigt som hon gick på linan. Numret blev en sensation, och de följande åren uppträdde flickorna som "Luftens döttrar" på cirkusar och i varietélokaler över stora delar av Europa, bland annat i Berlin, Paris, London, Bryssel och Moskva. Efter ett uppträdande på Tivoli i Köpenhamn 1886 inför den danska kungafamiljen belönades flickorna med varsitt guldkors av kung Kristian IX. Året därpå startade John Madigan återigen ett eget cirkusföretag, denna gång i Danmark. Gisela lämnade familjen på hösten samma år, varefter Elvira fick framträda ensam då turnén fortsatte till Sverige.

## Relationen med Sixten Sparre
I januari 1888 uppträdde cirkus Madigan i Kristianstad, där hon sågs av dragonlöjtnanten Sixten Sparre.

### Brevväxling
Sixten Sparre, som var gift och hade två barn, blev häftigt förälskad i Elvira, som ansågs vara en utomordentlig skönhet, med ypperlig figur och nästan meterlångt, blont hår. Sparre sökte kontakt, och de två började brevväxla. Elvira lär efterhand ha tröttnat på hans skrivande, och flera gånger försökt avsluta brevväxlingen. Sparre stod dock på sig och försökte övertala henne att lämna familjen och cirkusen för att i stället gifta sig med honom. Enligt ett brev, som modern sedermera skrev till den danska tidningen Politiken, ska Sparre ha hotat med att skjuta sig om Elvira inte gjorde honom till viljes. Han ska dessutom ljugit om att han var skild från sin hustru och fått Elvira att tro att han var välbärgad, när han i själva verket slösat bort hela sin förmögenhet och var svårt skuldsatt. Efter ett nervsammanbrott gav Elvira till slut med sig, och den 28 maj 1889 lämnade hon i hemlighet familjen under cirkusens sejour i Sundsvall. Familjen ska inte ha haft en aning om Elviras brevväxling med Sparre.

### Förhållandets utveckling
Sparre, som beviljats två månaders permission från den 27 maj, mötte Elvira i Bollnäs. De två reste vidare mot Stockholm, där Elviras mor gjorde ett misslyckat försök att hinna ifatt paret genom att ta en ångbåt från Sundsvall. Efter några veckor på okänd ort anlände de till Svendborg på Fyn den 18 juni. De bodde nästan en månad på stadshotellet, men när hotelldirektören presenterade en räkning flydde paret. Den redan tidigare svårt skuldsatte Sparre var vid det här laget helt pank, och han och Elvira hade uppenbarligen levt på kredit under flera veckors tid. De två bodde några dagar på ett pensionat i Troense på Tåsinge. Den 18 juli begav de sig till skogsområdet Nørreskov, där Sixten först sköt Elvira och sedan sig själv på morgonen den 19 juli 1889. Liken hittades först tre dagar senare. I Elviras klänningsficka fann man ett papper med en dikt, som hon uppenbarligen själv skrivit strax innan Sparre dödade henne med sin tjänsterevolver. Dikten var skriven på en blandning av svenska, danska, norska och tyska.

### Gravplats

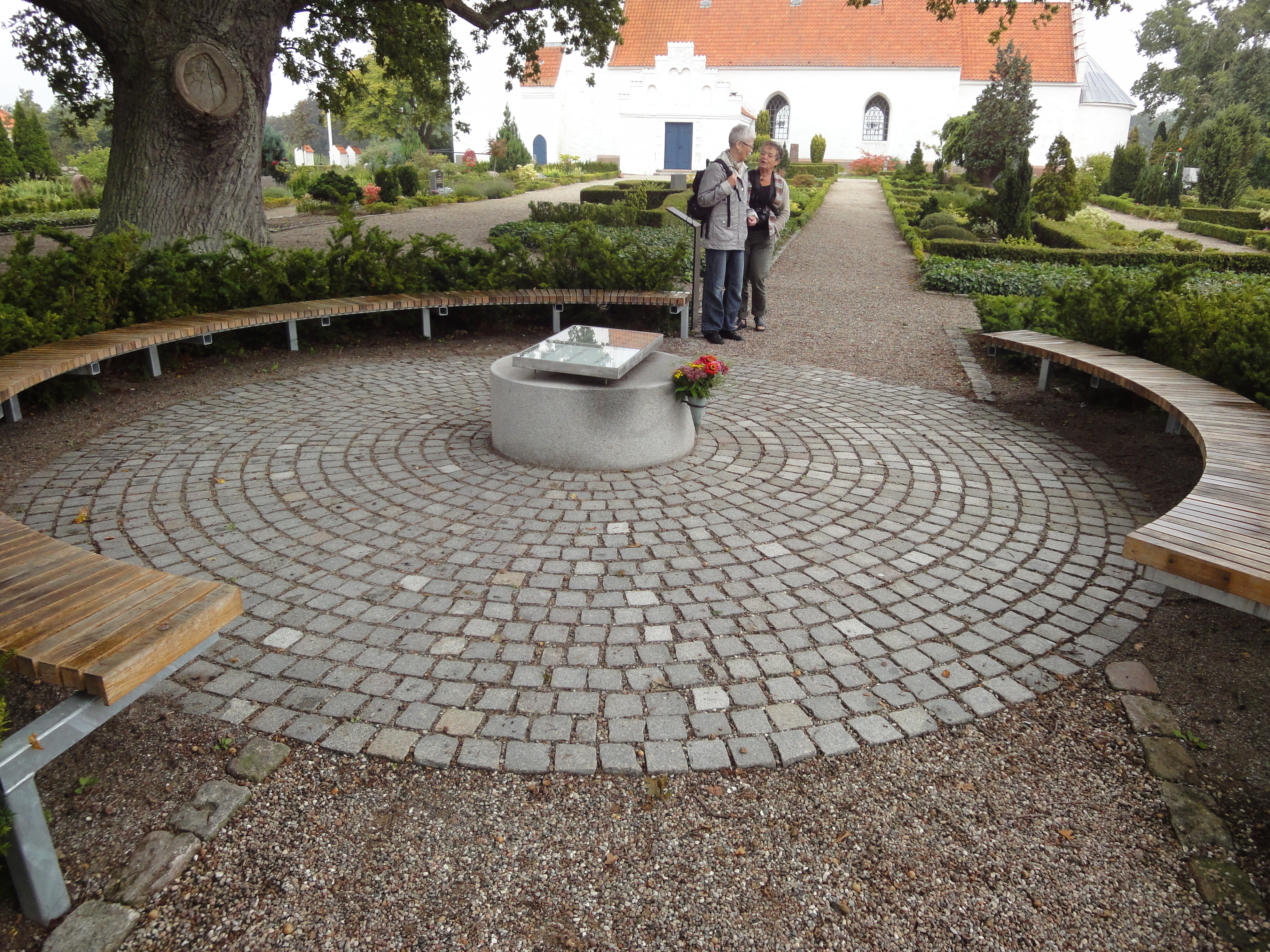
Elvira Madigan och Sixten Sparres gravplats på Landet kirkegård efter omgestaltningen 2013.

Paret begravdes på Landets kyrkogård mitt på Tåsinge den 27 juli i närvaro av ett stort antal ortsbor och sommargäster. Hotellräkningarna, begravningskostnader och gravstenar betalades av Sparres bror Edvard, som rest ner från Stockholm. Elviras mormor hade också rest ner för att övervara begravningen, men hann inte fram i tid. De ursprungliga gravstenarna är av två olika material, Elviras är av vit marmor och Sixtens av mörkgrå granit. Skillnaden beror gissningsvis på att man ville markera att de två inte var något "äkta" par.
Den ursprungliga gravplatsen är belägen några meter söder om den stora eken mitt på kyrkogården, men vid en omläggning av kyrkogårdens gångvägar år 1943 flyttades gravstenarna några meter mot sydost och vändes mot väster. De ursprungliga gravstenarna byttes ut mot nya på 75-årsdagen 1964. På Elviras nya gravsten angavs också hennes artistnamn. År 1999 restaurerades de ursprungliga gravstenarna och togs åter i bruk, men nu vända österut, samtidigt som stenarna flyttades ytterligare några meter österut. År 2013 omgestaltades minnesplatsen återigen och gravstenarna placerades tätt intill varandra i mitten av en cirkulär stenläggning, belägen nära 1999 års minnesplats.

## Eftermäle, omvärdering av kärlekshistorien
Den tolkning av dödsdramat som berättades var en kärlekshistoria och blev för många symbolen för romantisk kärlek. Den handlade om en cirkusprinsessa som uppvaktades av en adelsman, i en kombination av moralisering och underhållning. Händelsen väckte på sin tid ett enormt uppseende, och gav omgående upphov till visor och dikter. Saxons skillingtryck hördes i hela Norden från hösten 1889 och under många årtionden framöver. Alla kände till historien, och alla kunde sjunga sången. Men det var inte bara positivhalarna som förmedlade historien, också dagstidningarna var fulla av närgångna beskrivningar, även med hemska detaljer.
Parets förhållande gav också upphov till en intensiv pressdebatt. I den konservativa pressen fördömdes parets agerande på grund av Sparres äktenskapsbrott, medan vänsterpressen var mer förstående. Händelsen tolkades där som att paret tvingats ta detta steg på grund av dåtidens klassamhälle och rådande sexualmoral. Bland annat skrev den danske författaren Holger Drachmann hyllningsdikten "Til de to" under dessa premisser. Händelsen sågs som en upprepning av Mayerlingdramat, men i vilken utsträckning de två låtit sig påverkas av denna händelse är oklart. Redan i de första pressnotiserna om dramat gjordes denna koppling till händelsen i Österrike ett halvår tidigare, och andra tidningar fortsatte att spinna vidare på denna tråd, kanske mest för att denna version var vad läsarna ville ha: den allt uppslukande kärleken, starkare än döden, dessutom mellan en man av börd och en kvinna av mycket enkel härstamning (cirkusartister stod mycket lågt på den dåtida sociala rangskalan). Denna romantiserade syn på dramat har fortlevt in i modern tid via filmer, romaner, musikaler och mycket annat.
Senare års forskning ger dock en annorlunda bild. Det har framkommit att Sparre de sista åren av sitt liv levt mycket extravagant. Han hade slösat bort sin förmögenhet och systematiskt dragit på sig skulder på ett sätt som gett anledning till att ifrågasätta hans själsförmögenheter. 
I ljuset av dessa rön framstår Sparres affär med Elvira Madigan snarare som ett klassiskt exempel på förförelse och sol-och-vår av en i grunden ovillig flicka, vars känslor för Sparre i så fall var mycket ambivalenta. Om Laura Madigans brev till Politikenbedöms som en tillförlitlig källa (det är i och för sig en partsinlaga), så tvingade sig Sparre på Elvira via dagliga kärleksbrev, fyllda av lögner om hans ekonomiska ställning och hans påstådda skilsmässa. Elvira ska också ha reagerat med ett nervsammanbrott. När hon slutligen lämnade familjen för Sparre var det i så fall i förhoppningen om att avstyra hans självmordstankar. Att Elvira skulle varit självmordsbenägen verkar det inte finnas några belägg för; att det snarare var Sparre som var pådrivande vad gäller självmordsbeslutet tyder kanske innehållet i den dikt, "Brudbuketten", han tillägnade Elvira på. Elviras innersta känslor för Sixten vet vi av förklarliga skäl ingenting om, men att hon skulle varit djupt förälskad i honom och velat dö med sin Sixten hör till den romantiserade bilden och har knappast stöd i primärkällorna.
Elvira Madigan verkar ha varit blyg och tillbakadragen privat, inte det minsta förförisk, trots sitt fördelaktiga utseende och trots sin starka utstrålning i manegen. Hon uppfattades av samtiden som känslokall och svårflörtad (i motsats till den extroverta Gisela), vilket kan ha bidragit till att hennes affär med Sixten Sparre väckte sådant uppseende. Elvira ska ha varit intresserad av poesi och litteratur, och lär ha varit en god amatörpianist. Modern påstås med visst fog ha varit överbeskyddande och inte ens låtit sin dotter tala med främmande män, men om detta haft någon betydelse för händelseförloppet är tveksamt.

## Elvira Madigan inom kulturen
Redan kort efter dödsdramat 1889 gav händelsen upphov till åtminstone tre skillingtryck varav Sorgeliga saker hända är det mest kända.
År 1943 regisserade Åke Ohberg den första svenska filmversionen av Elvira Madigan med Eva Henning och sig själv i huvudrollerna. Efter påtryckningar från efterlevande till Sixten Sparre ändrade man hans namn till Christian.
1967 gjorde Bo Widerberg sin filmatisering, Elvira Madigan, med Pia Degermark och Thommy Berggren i huvudrollerna. Genomgående filmmusik var andra satsen från Mozarts pianokonsert nr 21 i C-dur (K. 467) vilken sedan dess är känd som Elvira Madigan. Samma år regisserade också Poul Erik Møller Pedersen en dansk film, med Anne Mette Michaelsen i titelrollen som Elvira Madigan.
År 1990 hade Cirkusspelet Elvira Madigan av Jan Wirén och Lars-Åke von Vultée urpremiär i samband med det årets upplaga av Kristianstadsdagarna. Regin svarade Hasse Alfredson för och medverkade gjorde bland andra Johan Ulveson. 1992 hade musikalen Elvira Madigan premiär på Malmö stadsteater, musiken var av Nick Bicât och huvudrollen spelades av Kirsti Torhaug. Sommaren 2019 gav musikalen Elvira Madigan av Parkteatern i Stockholm, text och musik av Emma Sandanam respektive Mette Herlitz. 
Dödsdramat har också skildrats i ett flertal teaterpjäser, baletter, studentspex, sånger och mycket annat. Ett svenskt metallrockband har också tagit sig namnet Elvira Madigan. För skildringar inom skönlitteraturen, se litteraturlistan.
Vägen som Landet kyrka ligger på fick 1970 namnet Elvira Madigans Vej, och hon har också fått ge namn till ett fartyg, en serie prydnadsglas och mycket annat. Sixten har fått en gata uppkallad efter sig på regementsområdet i Ystad, Sixten Sparres gata.

### Nyare facklitteratur
- Enevig, Anders (2005) (på danska). Fakta om Elvira Madigan og Sixten Sparre. [Odder]: Wisby & Wilkens. Libris 17129566. ISBN 87-89191-67-6
- Jansen, Henrik M. (1989) (på danska). Elvira Madigan & Sixten Sparre. Som samtiden opfattede dem - og 100 år senere. Skrifter fra Svendborg og Omegns museum, 0106-2220 ; 21. Svendborg: Svendborg og Omegns museum. Libris (avser äldre upplaga) 7729632 (avser äldre upplaga). ISBN 87-87769-09-3
- Lindhe, Kathinka (2014). Sorgeliga saker hände: Elvira Madigan, Sixten och mig : en historia om Lycka, berättad 125 år senare. Halmstad: Utblick media. Libris 16412835. ISBN 978-91-86709-31-0

### Äldre facklitteratur
- Ejbye-Ernst, Arne (1954) (på danska). Det danske Mayerling-drama. Köpenhamn. Libris 2645045
- Møller Pedersen, Poul-Erik (1978) (på danska). Elvira Madigan. Köpenhamn: Hernov. Libris 7533557. ISBN 87-7215-404-7
- Saxon, Johan Lindström (1932). Elvira Madigans kärlekssaga och hur visan om henne kom till. Stockholm: Saxon & Lindströms förlag. Libris 3029745

### Skönlitteratur

#### Romaner
- Ahlburg, Kirsten (2000) (på danska). Elvira Madigan. Herning: Special-pædagogisk forlag. Libris 8406975. ISBN 87-7399-685-8
- Enevoldsen, Herta J (1989) (på danska). Cirkusprinsessen Elvira Madigan. Köpenhamn: Sesam. Libris 9461575. ISBN 87-7258-476-9
- Paardekooper (pseudonym för Schnack, Asger) (2003) (på danska). Sixten og Elvira : blade af en fiktion. Köpenhamn: Lindhardt og Ringhof. Libris 14229148. ISBN 8759521066
- Sparre, Birgit Th (1954). Möte med kärleken. Uppsala: Gebers. Libris 1448008

#### Skillingtryck
- anonym (1889). En mycket rörande Visa om Elvira Madigan. Malmö: S Lundgrens söner.  ”I täcka Flensborg jag dagen skåda”
- Saxon, Johan Lindström (pseudonym: B C Carlsson) (1889 (många senare utgåvor)). Berättelse och Sång om löjtnant Sparre och Elvira Madigan. Sundsvall: Johan Lindström.  ”Sorgeliga saker hända”
- Strandberg, Julius (anonym) (1889). En wacker wisa om Elvira Madigan och löjtnant Sparres olyckliga död (övers. från danska). Malmö: G A Andersson & söner.  ”Det var i Tåsinges sköna dalar”